# Xue Chen
Xue Chen (chinesisch 薛晨; * 18. Februar 1989 in Nanping, Volksrepublik China) ist eine chinesische Beachvolleyballspielerin. Sie nahm viermal an Olympischen Spielen teil und gewann dabei 2008 die Bronzemedaille. 2013 wurde sie Weltmeisterin.

## Karriere
Ihre Sportkarriere startete Xue Chen 2000 an der Fuzhou Sports Training School. Zwei Jahre später absolvierte die Chinesin das Athletic Sports College von Fuzhou. Mit Yan Ni spielte sie zwei internationale Beachvolleyball Jugendturniere. Zum ersten Mal bei der FIVB World Tour startete Xue 2004 auf Rhodos mit Ren Zhengqing. Scheiterten die beiden Asiatinnen dort und auch bei ihrem zweiten Turnier in Shanghai noch in der ersten Runde der Qualifikation, erkämpften sie in Ōsaka den 25. Platz. Als beste Platzierung mit ihrer neuen Partnerin You Wenhui erreichte Xue Chen im folgenden Jahr den 17. Rang.
2006 trat sie bei der World Tour mit Zhang Xi an. Schon ihr zweites Turnier in Shanghai konnten die beiden Athletinnen aus dem Reich der Mitte gewinnen. Nachdem sie auch in Sankt Petersburg und Warschau das Finale erreicht hatten, gelang ihnen auf Phuket beim letzten Event des Jahres ein weiterer Sieg. Anschließend wurde Xue Chen als Top Rookie der Saison ausgezeichnet. Im nächsten Jahr erreichten Xue und Zhang bei neun von sechzehn Veranstaltungen das Halbfinale, wurden dabei Zweite in Montreal, Kristiansand und Hongkong (Challenger & Satellite Turnier) und erhielten die Bronzemedaille auf Sentosa sowie in Warschau und Åland. Bei den Weltmeisterschaften in Gstaad verloren sie sowohl das Halbfinale gegen die späteren Weltmeisterinnen Walsh/May-Treanor als auch das Spiel um den dritten Platz gegen die Brasilianerinnen Larissa/Juliana und wurden Vierte.

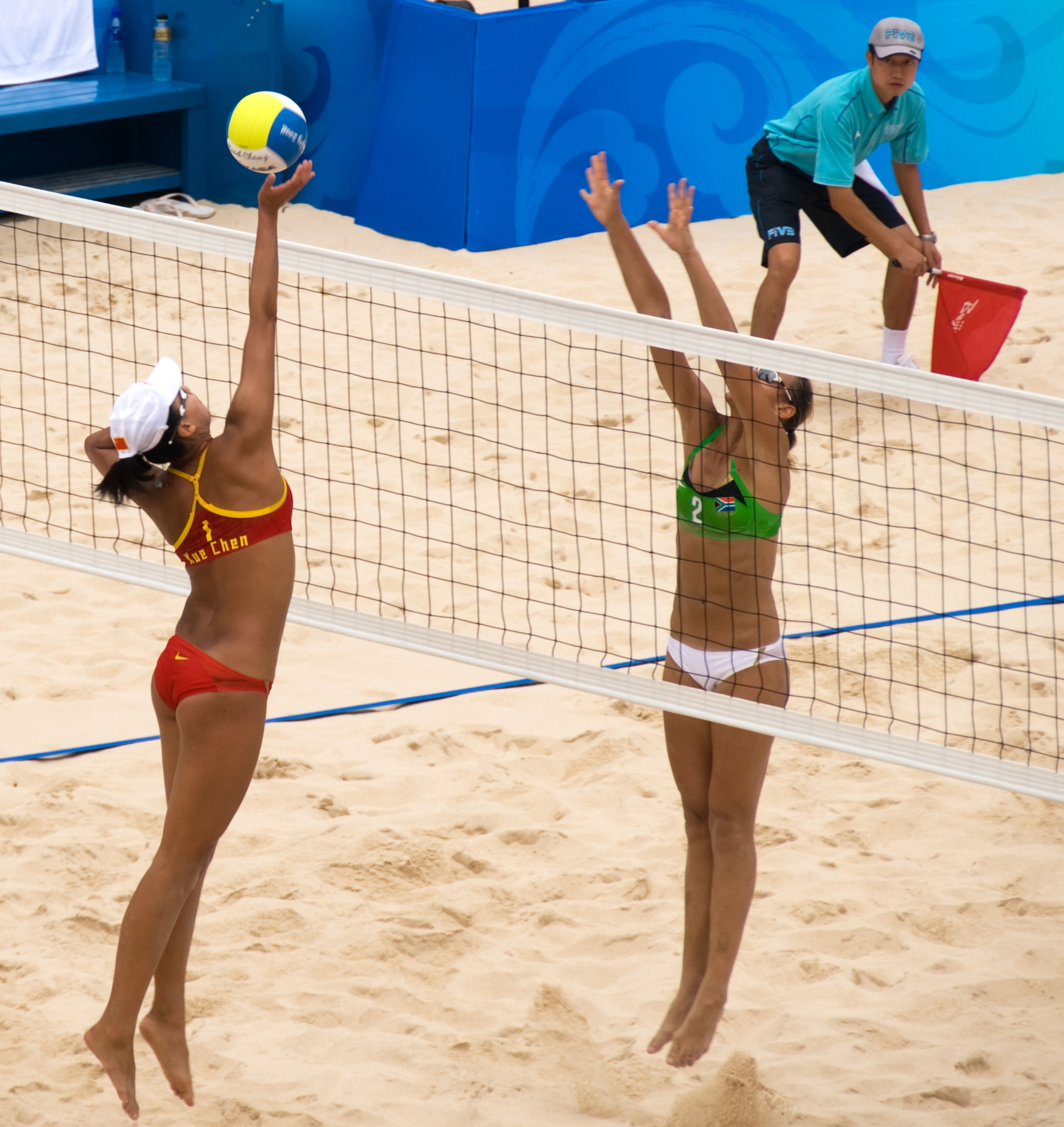
Olympische Spiele 2008

2008 gewannen die Chinesinnen in Seoul und Moskau und belegten den dritten Platz in Osaka und Gstaad. Ihren größten Erfolg erreichten sie jedoch bei den Olympischen Spielen in der Hauptstadt ihres Heimatlandes. In Peking verloren Xue Chen und Zhang Xi das Halbfinale gegen ihr Landsfrauen Tian Jia und Wang Jie, gewannen anschließend jedoch das Spiel um den dritten Platz und die Bronzemedaille gegen die Brasilianerinnen Talita und Renata. Nach der anschließenden Trennung von Zhang Xi erreichte Xue Chen sowohl mit Zhang Ying als auch mit Ji Linjun nicht ein einziges Mal bei einem FIVB Turnier das Halbfinale, beste Platzierungen waren jeweils ein siebter Platz in Seoul und in Phuket.

### 2010
Xue Chen und Zhang Xi, die inzwischen wieder Partnerinnen geworden waren, starteten mit einem siebten Platz in Brasília in die World Tour 2010, anschließend wurden sie in Shanghai und Rom Fünfte, in Seoul belegten sie den neunten Platz. Ihren ersten Sieg des Jahres erreichten sie beim Grand Slam in Moskau. Nach dem fünften Platz in Stavanger, der Bronzemedaille in Gstaad sowie dem siebten Rang in Marseille und dem neunten Platz in Klagenfurt erreichten die Chinesinnen fünf Mal in Folge das Finale. Dabei konnten sie die Turniere in Åland und in Sanya gewinnen, in Stare Jabłonki, Kristiansand und Den Haag wurden sie Zweite. Zum Abschluss des Jahres belegten die Asiatinnen in Phuket den neunten Platz. In allen fünfzehn Wettbewerben des Jahres erreichten Xue Chen und Xi Zhang Top-Ten-Platzierungen.

### 2011
Wie im Vorjahr starteten die beiden Asiatinnen auch auf der World Tour 2011 mit einem siebten Platz in der brasilianischen Hauptstadt, den sie beim dritten Turnier des Jahres in Shanghai wiederholten. Weitere Platzierungen unter den acht besten Teams gelangen den Chinesinnen in der Peking, wo sie den fünften Platz belegten, sowie in Stare Jabłonki und Den Haag. Dort wurden sie jeweils Vierte. Medaillen gewannen die Sportlerinnen aus dem Fernen Osten bei der Weltmeisterschaft in Rom und beim Grand Slam in Moskau als Dritte sowie bei den Sanya Open und den Grand Slams in Gstaad und Klagenfurt. Bei diesen Turnieren verloren Xue Chen und Zhang Xi das Finale. Gewinnen konnten sie dagegen sowohl die Åland als auch die Thailand Open. Wie schon im Vorjahr erreichten die beiden Chinesinnen auch 2011 bei allen Veranstaltungen eine Platzierung unter den besten zehn Teams. Im Dezember siegten Xue Chen und Zhang Xi bei den Asienmeisterschaften in Haikou.

### 2012
Beim ersten Open-Turnier 2012 in Brasília feierten Xue Chen und Zhang Xi ihren nächsten Erfolg. Außerdem gewannen sie die Grand Slams in Shanghai und Moskau. In Berlin unterlagen sie erst im Finale. Bei den anderen Grand Slams kamen sie ebenfalls in die Top Ten. Außerdem qualifizierten sie sich für die Olympischen Spiele in London. Dort erreichten sie als Gruppenzweite der Vorrunde das Achtelfinale und kamen mit zwei weiteren Siegen ins Halbfinale. Dieses Spiel verloren sie gegen Walsh/May-Treanor ebenso wie anschließend das Duell um Bronze gegen Larissa/Juliana. Anschließend verteidigten sie erfolgreich ihren Titel bei der Asien-Meisterschaft.

### 2013
2013 gewannen die Chinesinnen das erste Open-Turnier der Saison in Fuzhou und wurden Fünfte des Grand Slams in Shanghai. Bei der WM in Stare Jabłonki mussten sie sich in ihrer Vorrunden-Gruppe mit dem dritten Platz begnügen. Anschließend gaben sie jedoch viermal in Folge keinen Satz ab und erreichten das Finale. Durch einen 2:1-Sieg gegen die Deutschen Borger/Büthe wurden sie als erste Asiaten Weltmeister und beendeten damit die Erfolgsserie der brasilianischen und US-amerikanischen Teams. Nach einem weiteren Sieg beim Grand Slam in Gstaad beendete Zhang Xi ihre Karriere. Xue Chen spielte in Folge mit der erst sechzehnjährigen Xia Xinyi und gewann mit ihr die beiden letzten FIVB-Turniere des Jahres in Phuket und Durban.

### 2014 bis 2016
Gleich beim ersten Turnier auf der World Tour 2014 in Fuzhou erreichten Xue Chen und Xia Xinyi Platz drei. Beim Grand Slam in Shanghai scheiterten die Chinesinnenen allerdings bereits nach der Poolphase in der ersten KO-Runde. 2016 gewannen sie in Sydney die Asienmeisterschaft und wurden Zweite beim Open-Turnier in Cincinnati. Nach der verpassten Qualifikation für die Olympischen Spiele 2016 trennten sich die beiden.

### 2017 bis 2021
Von 2017 bis 2021 spielte Xue Chen an der Seite von Wang Xinxin. Bestes Ergebnis für Wang/Xue war ein zweiter Platz beim FIVB 2-Sterne Turnier in Nantong. 2021 qualifizierten sich Wang Xinxin und Xue Chen über den asiatischen Continental Cup für die Olympischen Spiele in Tokio. Hier erreichten sie als Zweite ihrer Vorrundengruppe das Achtelfinale, in dem sie gegen die Australierinnen Clancy / Artacho ausschieden.

### 2023 bis 2024
Seit 2023 spielt Xue Chen wieder zusammen mit Xia Xinyi. Die Chinesinnen gewannen ihren ersten beiden Turniere in diesem Jahr. Zunächst wurden sie Erste bei einer Veranstaltung der australischen Beachserie in Wollongong im März, im folgenden Monat besiegten sie das brasilianische Team Carol und Bárbara in deren Heimatland beim Challenge der FIVB in Itapema im Finale. Im gleichen Jahr gewannen sie die Asienmeisterschaften sowie die Asienspiele und wurden mit Bronze für ihre Leistungen bei den Elite16-Wettbewerben in Montreal sowie in João Pessoa belohnt. Die Weltmeisterschaften im mexikanischen Tlaxcala endeten für sie im Achtelfinale. Eine Saison später gewannen sie das Saquarema Challenge durch ihren Finalsieg gegen die Deutschen Laura Ludwig / Louisa Lippmann und in Stare Jabłonki das letzte gleichwertige Turnier vor den Olympischen Spielen. In Paris  wurden sie Gruppendritte, verloren jedoch in der ersten Hauptrunde gegen Esmée und Zoé und belegten so den geteilten neunten Rang.